# Maciej Szymczyk
Maciej Kazimierz Szymczyk (ur. 22 stycznia 1970 w Dusznikach-Zdroju) – polski historyk, specjalizujący się w historii gospodarczej, dyrektor Muzeum Papiernictwa w Dusznikach-Zdroju i redaktor naczelny „Rocznika Muzeum Papiernictwa”, nauczyciel akademicki.

## Życiorys
Urodził się w 1970 roku w Dusznikach-Zdroju. Absolwent studiów historycznych na Wyższej Szkole Pedagogicznej im. Powstańców Śląskich (Uniwersytecie Opolskim) w Opolu, które ukończył w 1993 roku. Pięć lat później na swojej macierzystej uczelni uzyskał stopień naukowy doktora na podstawie pracy pt. Przemysł papierniczy na Śląsku od wprowadzenia maszynowej produkcji do 1945 roku, napisanej pod kierunkiem prof. Józefa Długosza. W 2003 roku uzyskał stypendium Fundacji Nauki Polskiej. W 2007 roku uzyskał stopień naukowy doktora habilitowanego na Wydziale Filozoficzno-Historycznym Uniwersytetu Łódzkiego, na podstawie rozprawy zatytułowanej Polski przemysł papierniczy 1945–1989.
Od 2006 pełni funkcję dyrektora Muzeum Papiernictwa w Dusznikach-Zdroju, z którym jest związany od 1992 roku, kierując wcześniej Działem Papiernictwa Współczesnego. W latach 2011–2019 pracował na stanowisku prof. nadzw. w katedrach: Turystyki i Rekreacji oraz Bezpieczeństwa Wewnętrznego na Wydziale Ekonomiczno-Menadżerskim Wyższej Szkoły Handlowej we Wrocławiu.
Jest redaktorem naczelnym wydawanego od 2007 r. przez dusznickie muzeum recenzowanego pisma naukowego „Rocznik Muzeum Papiernictwa”. W latach 2004–2016 kierował pracami Komisji Historycznej Stowarzyszenia Papierników Polskich.
W 2009 r. podjął starania o wpisanie dusznickiego młyna papierniczego na listę pomników historii. Efektem tych prac było rozporządzenie Prezydenta Rzeczypospolitej Polskiej z 20 września 2011 r., nadające zabytkowej papierni status Pomnika Historii. W kolejnych latach rozpoczął starania o wpisanie młyna papierniczego na listę światowego dziedzictwa kulturowego UNESCO.
Za opiekę nad zabytkowym młynem papierniczym w 2009 r. został wyróżniony przez kardynała Henryka Gulbinowicza Pierścieniem Tysiąclecia. W 2013 r. odznaczony przyznanym przez Ministra Kultury i Dziedzictwa Narodowego Brązowym Medalem „Zasłużony Kulturze Gloria Artis” m.in. za wkład w nadanie młynowi papierniczemu w Dusznikach-Zdroju statusu pomnika historii, promowanie papierni i liczne publikacje. W 2014 r. uhonorowany złotą odznaką Zasłużony dla Województwa Dolnośląskiego.

## Publikacje
Jest autorem ponad 200 opracowań naukowych i popularnonaukowych dotyczących historii przemysłu papierniczego w XIX i XX wieku oraz muzealnictwa, dziejów ziemi kłodzkiej i turystyki, w tym 12 książek. Autor i współautor 14 wystaw dotyczących historii papiernictwa, dziejów regionu oraz popularyzujących zagadnienia z zakresu ekologii.
Wybrane publikacje:
- Śląskie papiernictwo w okresie industrializacji kapitalistycznej, Muzeum Papiernictwa, Duszniki-Zdrój 2000, ISBN 83-912563-0-8.
- Polski przemysł papierniczy 1945–1989, Muzeum Papiernictwa, Duszniki-Zdrój 2007, ISBN 978-83-919487-7-4.
- 165 lat Fabryki Papieru w Dąbrowicy, Muzeum Papiernictwa, Duszniki-Zdrój 2002, ISBN 83-912563-7-5.
- 100-lecie Fabryki Papieru w Głuchołazach, Muzeum Papiernictwa, Duszniki-Zdrój 2003, ISBN 83-912563-9-1.
- Dzieje Zakładów Celulozowo-Papierniczych w Kaletach w 120 rocznicę uruchomienia produkcji, Muzeum Papiernictwa, Duszniki-Zdrój 2004, ISBN 83-919487-2-2.
- Kostrzyn, celuloza, papier: 50 lat tradycji zakładów papierniczych w Kostrzynie nad Odrą, Muzeum Papiernictwa, Duszniki-Zdrój 2008, ISBN 978-83-60990-05-6.
- Młyn papierniczy w Dusznikach-Zdroju, współautor, Wydawnictwo ZET, Wrocław 2011, ISBN 978-83-60990-12-4, 979-83-62013-96-8
- Turystyczny potencjał poprzemysłowych obiektów na ziemi kłodzkiej w: Niemieckie dziedzictwo kulturowe. Bariera czy pomost w stosunkach Polaków i Niemców?, red. L. Koćwin, A. Jagiełło-Szostak, Nowa Ruda 2012
- Prywatyzacja branży papierniczej: naprawa czy grabież?, „Rocznik Muzeum Papiernictwa”, t. 7, 2013, s. 27–46, ISSN 1897-7685.
- The Role of Lower Silesia’s Museums in the Development of Tourism in the Region, w: Tourism role in the regional economy, red. J. Wyrzykowski, J. Marak, Wrocław 2013
- Gospodarcze i społeczne skutki powodzi 1998 r. na ziemi kłodzkiej, w: Gdy nadciąga wielka woda. Klęski powodzi na ziemiach polskich, pod red. E. Kościk, Wrocław 2013
- Rola muzeów w turystyce na przykładzie Muzeum Papiernictwa w Dusznikach Zdroju (współautorstwo), w: „Rozprawy naukowe AWF we Wrocławiu”, tom 46, Wrocław 2014
- Przemysł papierniczy na Kresach Wschodnich II Rzeczypospolitej, w: Kresy Wschodnie. Gospodarcze i społeczne znaczenie polskich kresów, pod red. T. Głowińskiego, Wrocław 2015
- Zarys dziejów przemysłu papierniczego w Łodzi, „Rocznik Muzeum Papiernictwa”, t. 9, 2015, s. 47–61, ISSN 1897-7685.
- Monografia młyna papierniczego w Dusznikach-Zdroju, Duszniki-Zdrój 2018 (redaktor i współautor)
- Młyn, co zboża nie miele. Dzieje papierni w Dusznikach-Zdroju, Duszniki-Zdrój 2019 (współautor).